# Feminazgûl
Feminazgûl est un groupe de black metal féministe américain originaire de Asheville en Caroline du Nord. Fondé par Margaret Killjoy en 2018, Feminazgûl sort son premier EP, The Age of Men Is Over, la même année. Le groupe publie sorti son premier album complet, No Dawn for Men, en 2020.

## Histoire
Feminazgûl est fondé à Asheville en Caroline du Nord par Margaret Killjoy, une autrice anarchiste transgenre, en 2018. Le groupe crée son premier EP, The Age of Men Is Over la même année. Le groupe est également inclus dans l'album de compilation 2018 de la Worldwide Organization of Metalheads Against Nazis (WOMAN),.
En 2020, le groupe sort son premier album complet, No Dawn for Men, avec l'arrivée de Laura Beach comme chanteuse principale et de Meredith Yayanos comme violoniste et joueuse de thérémine. Le critique Lars Gotrich écrivant pour NPR a décrit l'album comme « un morceau de black métal féministe d'une beauté vicieuse ». En 2021, Feminazgûl sort un album partagé (split) avec le groupe Awenden.
Le groupe, basé en Caroline du Nord, est catégorisé en black metal ou en black metal atmosphérique. Il est connu pour ses convictions féministes, antifascistes et anarchistes,,. Ces opinions transparaissent dans leur musique, qui intègre également souvent des citations et des thèmes de la mythologie et de la fantasy.
Le nom Feminazgûl fait référence aux « féminazies », un terme très péjoratif pour désigner les féministes, ainsi qu'aux Nazgûl, un groupe de spectres contrôlés par Sauron dans la Terre du Milieu imaginée par J. R. R. Tolkien. Les deux titres d'album du groupe, The Age of Men Is Over (l'âge des hommes est révolu) et No Dawn for Men (pas d'aube pour les hommes), sont des citations du Seigneur des Anneaux.

## Membres du groupe
- Margaret Killjoy - plusieurs instruments, voix secondaire
- Laura Beach – voix principale (screaming)
- Meredith Yayanos – violon, thérémine, chœurs

## Discographie

### Albums studio
- No Dawn for Men (2020)

### EP
- The Age of Men Is Over (2018)

### Singles
- "A Mallacht" (2021)[10]

### Autres albums
- Worldwide Organization of Metalheads Against Nazis (album de compilation, 2018)[4]
- Awenden/Feminazgûl (album partagé avec Awenden, 2021)[7]